# 学校法人武蔵野東学園
学校法人武蔵野東学園（がっこうほうじんむさしのひがしがくえん）は、東京都武蔵野市にある学校法人。健常児のほか、自閉症の生徒・児童・園児を積極的に受け入れている。1964年（昭和39年）設立。
2025年秋頃から学園リニューアルを行う。小学校・中学校のインターナショナル・スクールの設置・隈研吾デザインの本格音楽ホールを新設、名称変更等を予定している。

## 概要
- 所在地：東京都武蔵野市緑町2-1-10
- 設立：1964年（昭和39年）11月
- 創立者：北原キヨ
- 初代理事長：北原勝平

理事会
- 理事長：松村謙三
- 理事[2]
  - 讃岐邦正（事務長）
  - 加藤篤彦（学園長）
  - 藤井保憲
  - 赤澤仁

評議員会
- 評議員[2]
  - 松村佳奈、讃岐邦正（事務長）、加藤篤彦（学園長）、赤澤仁、余田幹男、笹倉佑真（副事務長）、鈴木大士（副事務長）、松井康輔（副事務長）、葦津元成、掛場一太郎、松村謙三

## 設置学校・施設
- 武蔵野東第一幼稚園（武蔵野市関前3-29-8）
- 武蔵野東第二幼稚園（武蔵野市関前3-37-10）
- 武蔵野東小学校（武蔵野市緑町2-1-10）
- 武蔵野東中学校（小金井市緑町2-6-4）
- 武蔵野東高等専修学校（武蔵野市西久保3-25-3)
- 北原記念館（武蔵野市緑町2-1-10）
- 武蔵野東第三幼稚園（1978年開園、1986年廃園）[3]
- 武蔵野東教育センター（北原記念館3階）（2024年廃止）
- 友愛寮（2024年廃寮）

## 姉妹校
- ボストン東スクール（ アメリカ合衆国・マサチューセッツ州）

## 沿革
- 1964年（昭和39年）11月11日 - 学校法人武蔵野東幼稚園（のちの武蔵野東第一幼稚園）として認可
- 1965年（昭和40年）4月1日 - 武蔵野東幼稚園 開園（現在の高等専修学校の地）
- 1976年（昭和51年）11月27日 - 武蔵野東関前幼稚園（のちの武蔵野東第二幼稚園）認可、武蔵野東小学校 認可、学校法人武蔵野東学園に名称変更
- 1977年（昭和52年）4月1日 - 武蔵野東小学校 開校
- 1983年（昭和58年）
  - 3月31日 - 武蔵野東中学校 認可
  - 4月1日 - 武蔵野東中学校 開校
- 1984年（昭和59年） - 「国際学級」新設
- 1986年（昭和61年）5月22日 - 武蔵野東技能高等専修学校 認可・開校
- 1987年（昭和62年）9月1日 - 姉妹校として、ボストン東スクール（米国マサチューセッツ州） 開校
- 2004年（平成16年） - 武蔵野東教育センター開設
- 2006年（平成18年）1月 - チャレンジショップ（就業訓練施設）開店、友愛寮（卒業生のグループホーム）新設
- 2014年（平成26年）4月1日 - 武蔵野東技能高等専修学校から武蔵野東高等専修学校に名称変更
- 2015年（平成27年）4月 - 学園創立50周年記念事業として、南アルプスチロル学園（在校生の宿泊施設）、山梨友愛寮（卒業生のグループホーム）を開設
- 2024年（令和6年）
  - 9月30日 - 友愛寮事業終了[4]
  - 12月31日 - 武蔵野東教育センター事業終了[5]

## 教育

### 自閉症児教育
学園の特徴的な取組みとして、混合教育と呼ばれるインクルーシブ教育を行っていることが挙げられる。これは創立者の北原キヨが確立したもので、その根幹は、健常児と自閉症児が同じ建物内で生活を共にしながら教育を受けることにある。これにより、健常児には他者への思いやりの心を育む機会が提供され、自閉症児には他者の存在に関心を持つきっかけとなる刺激が健常児からもたらされる。合わせて、自閉症児に対する社会自立に向けた教育法として、生活療法と名付けた手法を実践している。生活療法では、「体力づくり」「心づくり」「知的開発」を3つの柱としている。これは、体力づくりを通して生活リズムを整えさせることで心づくりの前提となる情緒の安定や聞き分ける力の獲得を図り、それによって生まれる協調性と自発性を活用して知的開発を行うというものである。。
自閉症児のための学級を設けつつも、日常生活を健常児と共に過ごす仕組みは、通常の学校における特別支援学級に近いものであるが、武蔵野東学園では義務教育段階の児童生徒の約3分の1が自閉症児であり、通常の小中学校と比較するとかなり高い割合を占めていて、健常児と自閉症児が関わる機会が格段に多くなっている。
このような自閉症児教育を学園外の児童生徒に対しても行えるよう、学園は2006年に武蔵野東教育センターの本格運営を開始した。年間を通じて行われる年間型療育プログラムと、長期休み期間に行われる季節特別プログラムを中心に自閉症児教育を実施していて、2016年5月現在での登録児童数は604人となるなど、多くの児童を受け入れていたが、2024年12月末をもって運営を終了している。
これらの取組みは海外でも評価されており、1987年にはアメリカ合衆国のボストンにボストン東スクール(Boston Higashi school)を開校。同校は1995年に全米特殊教育認定委員会から7番目の優良校の認定を受けている。

### 4代目理事長及び学園と生徒及び保護者とのトラブル
2023年4月のこども基本法施行を受け、学園では校則の見直しに着手し、生徒を集めて校則緩和の会議を実施するなどしていた。2024年1月に武蔵野東高等専修学校で行われた校則見直し会議において、当時の副理事長が校則全廃の方針を示したところ、それに複数の生徒が反対した。その反対意見を遮る形で副理事長が発言したことから、別の生徒が副理事長に注意したところ、会議の翌日に副理事長への注意に関する謝罪文を提出するよう校長から求められた。謝罪文の提出を求められた際に、提出しなければ退学勧告をするという趣旨の説明があったとされたことなどから、複数の保護者が「武蔵野東学園を守る会」を結成し、当該副理事長の理事退任を要請する署名活動を実施する事態となった。なお、学園側は上記の事態については、事実誤認があるとしている。当該副理事長は2月に4代目の理事長に就任した。当該生徒は謝罪文の提出は不本意であったとして、6月に理事長を強要容疑で刑事告訴した。2025年1月に当該生徒は退学処分となったが、生徒側から地位保全の仮処分の申立てを受けた東京地裁立川支部が和解を勧告。2月に生徒側と学園側との間で和解が成立し、退学処分は取り消されている。なお、刑事告訴された理事長は、その後3月に不起訴処分となっている。4月に学園は「武蔵野東学園を守る会」のメンバー及び理事長を刑事告訴した生徒とその保護者、週刊文春の記者を相手取り、その実名を公表した上で、総額7億2572万円（うち3300万円は理事長の損害賠償額）の損害賠償請求訴訟を起こした。